# Long Thới, Nhà Bè
Long Thới là một xã thuộc huyện Nhà Bè, Thành phố Hồ Chí Minh, Việt Nam.
Xã Long Thới có diện tích 10,89 km², dân số năm 2021 là 16.022 người,  mật độ dân số đạt 1.471 người/km².